# Strangalia cavei
Strangalia cavei är en skalbaggsart som beskrevs av Chemsak och Linsley 1981. Strangalia cavei ingår i släktet Strangalia och familjen långhorningar.
Artens utbredningsområde är El Salvador. Inga underarter finns listade i Catalogue of Life.